# Uwe Neupert
Uwe Neupert, född den 5 augusti 1957 i Greiz, Tyskland, är en östtysk brottare som tog OS-silver i lätt tungviktsbrottning i fristilsklassen 1980 i Moskva. 